# Bridge of Keig
Die Bridge of Keig ist eine Straßenbrücke nahe der schottischen Ortschaft Keig in der Council Area Aberdeenshire. 1971 wurde die Brücke in die schottischen Denkmallisten in der höchsten Denkmalkategorie A aufgenommen.

## Geschichte
Der Viadukt wurde im Jahre 1817 fertiggestellt. Für die Planung der Bridge of Keig zeichnet der bedeutende schottische Ingenieur Thomas Telford verantwortlich. Die Bauarbeiten führte der lokale Steinmetz William Minto aus, der für Telford unter anderem die Potarch Bridge bei Kincardine O’Neil errichtete. Ein Kostenvoranschlag aus dem Jahre 1815 bezifferte die Baukosten auf 2054 £. Die tatsächlichen Baukosten betrugen schließlich 2300 £, welche der Staat zur Hälfte trug.

## Beschreibung
Der Viadukt überspannt den Don ein kurzes Stück südöstlich von Keig mit einem ausgemauerten Segmentbogen. Konstruktiv orientiert sich die Bridge of Keig am üblichen Schema Telfords für Brücken in den Highlands, sie ist jedoch verhältnismäßig schlicht gestaltet. Mit einer lichten Weite von 31 Metern handelt es sich um eine der längsten einbogigen Granitbrücken Schottlands. Ihre gedeckten Granitbrüstungen fächern zu beiden Anfahrten aus. Die Bridge of Keig führt die B922 über den Don.